# Shota Matsuhashi
Shota Matsuhashi (født 3. august 1982) er en tidligere japansk fodboldspiller.
Han har spillet for flere forskellige klubber i sin karriere, herunder Oita Trinita og Vissel Kobe.